# Sucesión al trono de Bután

Emblema de la monarquía butanesa.

La sucesión al trono de Bután se basa en la constitución. Actualmente, la línea de sucesión es de acuerdo con la primogenitura cognática de preferencia masculina con los hombres que preceden a las mujeres que están en el mismo grado de parentesco. Si el heredero aparente ha alcanzado la mayoría de edad de 21 años, el monarca renunciará a la edad de 65 años. Si el heredero aparente y las personas más cercanas en la línea de sucesión se consideran inadecuadas, le corresponde al monarca decidir quién será el próximo heredero.  Si el monarca viola la constitución, debe abdicar.

## Línea de sucesión
La siguiente lista incluye solamente aquellos miembros de la familia Wangchuck más cercanos al actual monarca. La línea real de sucesión puede ser mucho más larga, ya que podría haber otros descendientes legítimos del rey Ugyen.
- Rey Jigme Singye (n. 1955)
  -  Rey Jigme Khesar Namgyel (n. 1980)
    - (1) Príncipe Jigme Namgyel, el príncipe dragón (n. 2016)
    - (2) Príncipe Jigme Ugyen (n. 2020)
    - (3) Princesa Sonam Yangden (n. 2023)

  - (4) Príncipe Jigyel Ugyen (n. 1984)
  - (5) Príncipe Khamsum Singye (n. 1985)
  - (6) Jigme Dorji, príncipe Gyaltshab (n. 1986)
    - (7) Ashi Decho Pema (n. 2014)

  - (8) Príncipe Ugyen Jigme (n. 1994)
  - (9) Princesa Chimi Yangzom (n. 1980)
    - (10) Dasho Jigme Ugyen (n. 2006)
    - (11) Dasho Jamyang Singye (n. 2009)

  - (12) Princesa Sonam Dechen (n. 1981)
    - (13) Dasho Jigje Singye (n. 2009)
    - (14) Dasho Jigme Jigten (n. 2013)

  - (15) Princesa Dechen Yangzom (n. 1981)
    - (16) Dasho Ugyen Dorji
    - (17) Dasho Jigme Singye
    - (18) Ashi Dechen Yuidem Yangzom

  - (19) Kesang Choden Wangchuck (n. 1982)
    - (20) Dasho Jamgyel Singye
    - (21) Dasho Ugyen Junay
    - (22) Ashi Tshering Tshoyang (n. 2019)

  - (23) Princesa Euphelma Choden (n. 1993)

## Elegibilidad
Los descendientes legítimos del rey Ugyen Wangchuck tienen actualmente derecho al trono. Si un rey muere dejando a una esposa embarazada, el niño por nacer asumirá automáticamente un lugar en la línea de sucesión si no hay un heredero varón. Una persona pierde sus derechos de sucesión si se casa con una persona que no es un ciudadano natural de Bután.

## Regencia
Si el sucesor del trono no ha alcanzado la mayoría de edad de 21 años o es mental o físicamente incapaz de realizar sus funciones, hay dos resultados posibles. El presunto heredero que haya alcanzado la mayoría de edad serviría como regente hasta que la regencia no sea necesaria. El Consejo de Regencia ejercería las prerrogativas reales del rey bajo la constitución si un presunto heredero elegible u otro miembro adecuado de la familia real no está disponible.

## Consejo de Regencia
- Un alto miembro de la familia real nominado por el Consejo Privado
- El Primer Ministro
- El Presidente del Tribunal Supremo de Bután
- El Portavoz
- El Presidente del Consejo Nacional
- El Líder del Partido de Oposición